# Азербайджанцы в Великобритании
Азербайджанцы в Великобритании (азерб. Böyük Britaniya Azərbaycanlıları, англ. Azerbaijanis in the United Kingdom) — азербайджанская диаспора, члены которой проживают в Великобритании. Согласно переписи населения за 2013 год, составленной Национальной статистической службой Великобритании, численность азербайджанцев составляет 6,220 человек. Большая часть проживает в Лондоне.

## История
По данным Государственного комитета по делам диаспоры Азербайджанской Республики, миграция азербайджанцев в Великобританию началась в конце XIX века. Диаспора состоит из азербайджанцев из Азербайджана, а также из Ирана, Турции, Армении, Грузии, Средней Азии и России.
В 2014 году, по данным Beauchamp Estates, азербайджанские олигархи были одними из крупнейших инвесторов на рынке недвижимости Лондона, купив за последние два года вместе с русскими, украинцами, казахами и грузинами элитную жилую недвижимость в Лондоне на сумму более 2 миллиардов фунтов стерлингов. Популярные районы включают Мейфэр и Риджентс-Парк, причём 85 процентов покупателей выбирают недвижимость в Найтсбридже или Белгравии, как правило, по цене от 15 до 60 миллионов фунтов стерлингов.
В мае 2014 года Мурад Гассанлы стал первым британо-азербайджанцем, избранным на пост советника Вестминстерского городского совета от Лейбористской партии. В 2019 году вступил в Консервативную партию.

## Культура
С 2008 года в Лондоне функционирует Дом культуры и дружбы Азербайджана.

### Искусство и развлечение
Ряд азербайджанских художественных выставок был проведен в Великобритании. Произведения известных азербайджанских художников были представлены на выставке лондонского арт-аукциона Сотбис.
Многие азербайджанские музыканты добились успеха в британской поп-культуре. В 2014 году Эльяр Фокс стал самым успешным британским азербайджанцем в британской музыке, поскольку его песня «Do It All Over Again» заняла 5-е место в британском чарте синглов. Сами Юсуф — ещё один известный исполнитель. Юсуф получил значительное признание, особенно в исламском мире, после выпуска своего второго альбома «My Ummah» в июле 2005 года.

### Праздники
Значимые азербайджанские события или торжества ежегодно отмечаются общиной. Навруз — это празднование персидского Нового года, ежегодно отмечаемое азербайджанской общиной.
День Республики Азербайджана 28 мая отмечают и местные общины. Ежегодно 26 февраля британские азербайджанцы собираются во многих городах для признания Ходжалинской резни. Самое большое из таких собраний происходит в районе Лондона.

### Кухня

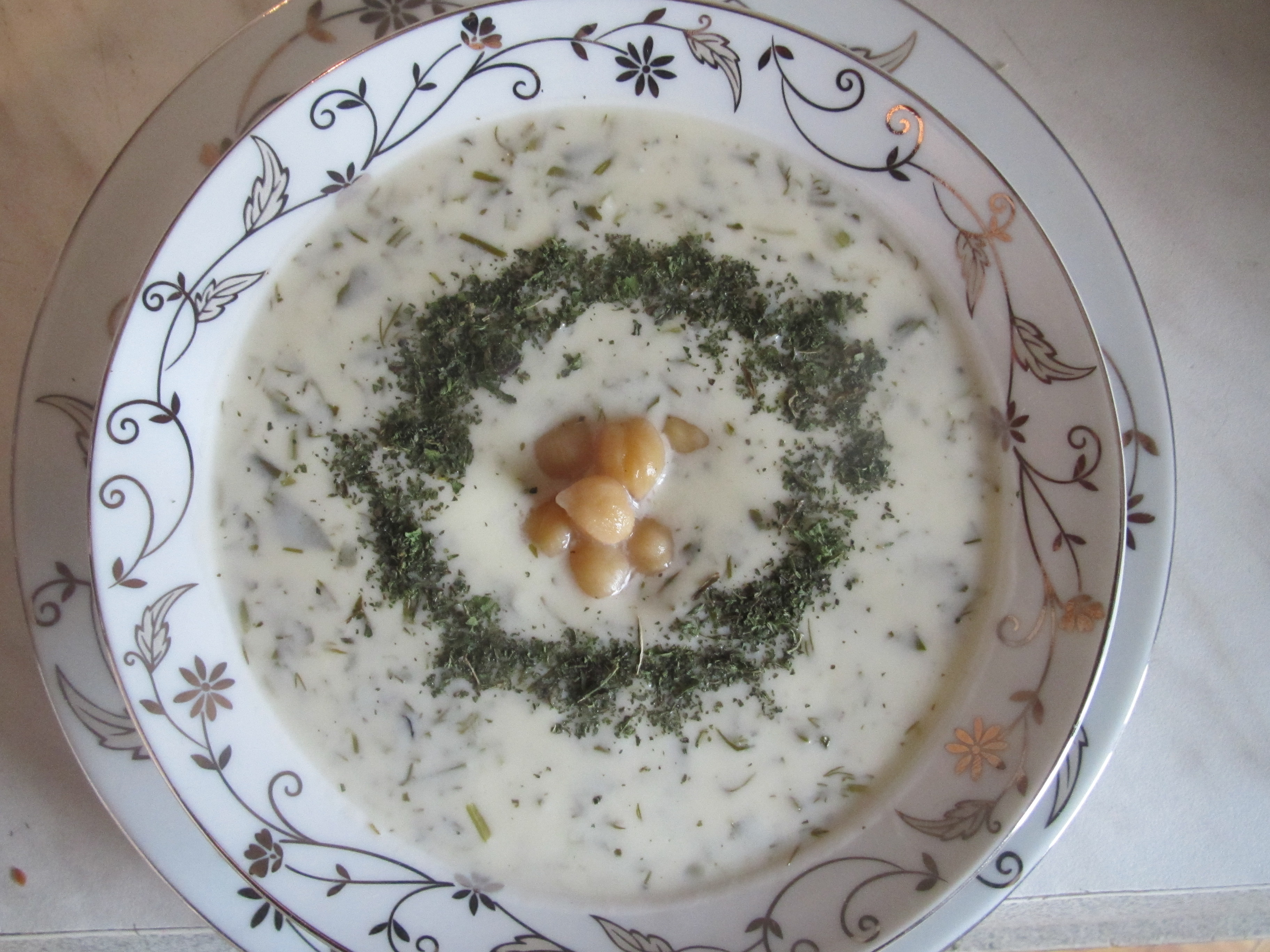
Довга, кисломолочный суп

Азербайджанская кухня популярна среди британских азербайджанцев. Ряд ресторанов работает в районе Лондона и других местах с высокой концентрацией британских азербайджанцев.

### Религия
Подавляющее большинство азербайджанской общины составляют мусульмане-шииты, а остальные люди, как правило, не имеют какой-либо религиозной принадлежности. Некоторые британские азербайджанцы поклоняются в мечети Ист-Лондон, крупнейшей исламской мечети в Великобритании.

### СМИ
Дочь президента Ильхама Алиева Лейла Алиева в 2011 году запустила журнал «Баку» в Лондоне.

### Спорт
За футболом широко следят и в него играют многие молодые британские азербайджанцы. С 2008 года футзальный клуб «Баку Юнайтед», основанный организацией «Одлар Юрду» и в настоящее время участвующий в Национальной футбольной лиге Англии. Свой первый титул команда отпраздновала в 2013 году, став чемпионами лиги. Он также стал первым английским клубом, сыгравшим в основном раунде Лиги чемпионов УЕФА по мини-футболу.

## Известные представители
- Нигяр Айдын кызы Джамал — азербайджанская певица, победительница конкурса песни «Евровидение-2011»[9].
- Дженнифер Гадирова — гимнастка.
- Джессика Гадирова — гимнастка.